# جلبي زاده شريف حسن باشا
جلبي زاده شريف حسن باشا (بالتركية: Rusçuklu Çelebizade Şerif Hasan Paşa)‏ كان الصدر الأعظم للدولة العثمانية في الفترة ما بين 16 أبريل 1790 حتى 12 فبراير 1791. تُوفي في 13 فبراير 1791 بمدينة شومن.